# تخيط

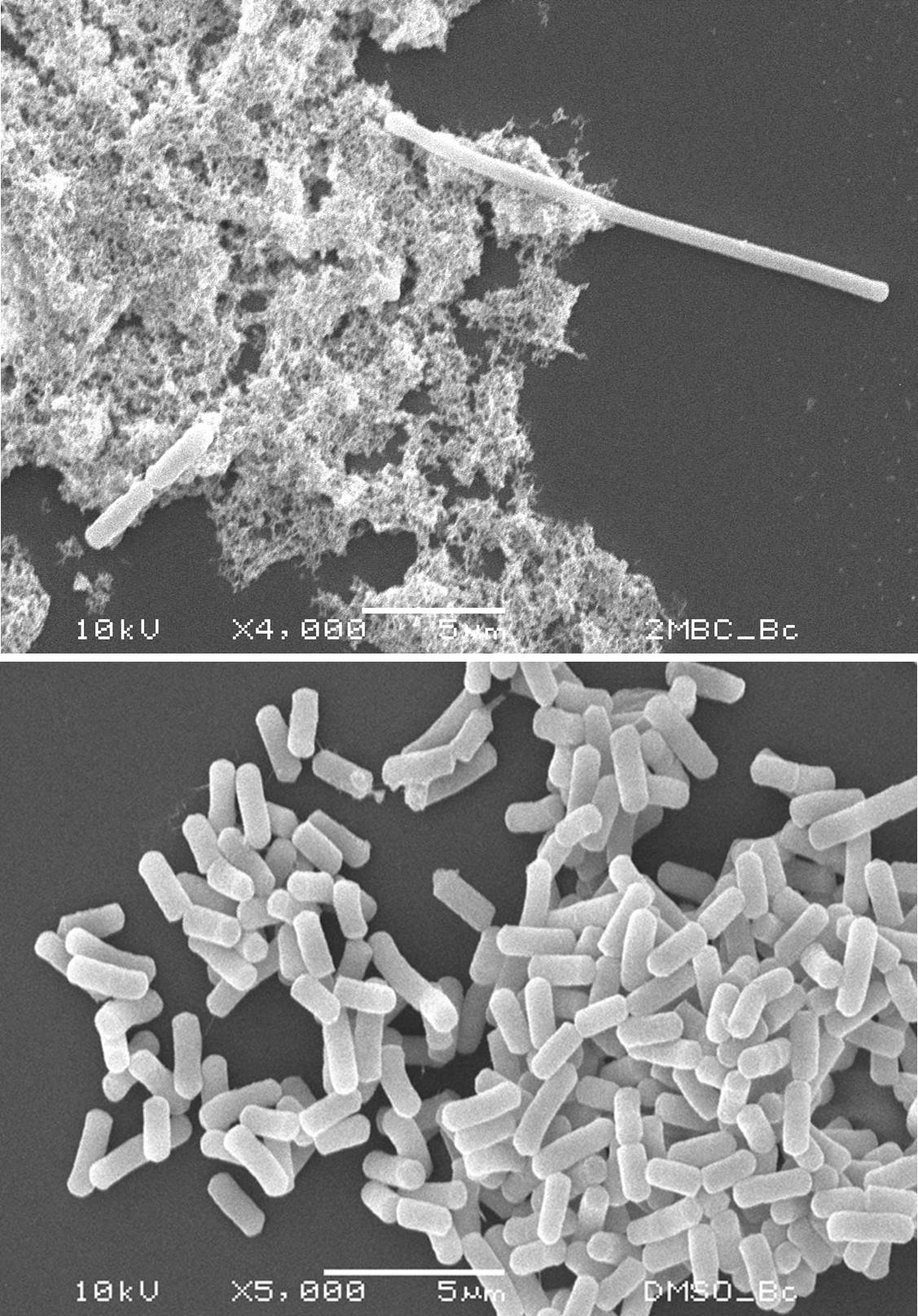

التخيط (Filamentation) هو النمو الشاذ لبعض البكتيريا، مثل الإشريكية القولونية، التي تستمر الخلايا فيها في الاستطالة ولكنها لا تنقسم (لا يحدث تكون لـلأغشية الفاصلة). ويُلاحظ النمو البكتيري الشاذ في كثير من الأحيان كنتيجة لاستجابة البكتيريا للكثير من الضغوط المختلفة، بما في ذلك تلف الحمض الريبي النووي المنزوع الأكسجين (DNA) أو تثبيط عملية التنسخ. وقد يحدث هذا، على سبيل المثال، أثناء الاستجابة لتلف الحمض الريبي النووي المنزوع الأكسجين الممتد من خلال نظام استجابة إس أوه إس (SOS). وقد تتسبب التغيرات الغذائية أيضًا في حدوث النمو البكتيري الشاذ. فبعض الجينات الرئيسة المشاركة في عملية النمو البكتيري الشاذ في بكتريا الإشريكية القولونية تتضمن sulA وminCD.